# Aktion Partei für Tierschutz
Aktion Partei für Tierschutz (Kurzbezeichnung: Tierschutz hier!) ist eine deutsche Kleinpartei. Von Anfang 2018 bis Anfang 2020 trat sie als Aktion Partei für Tierschutz – das Original auf. 2017 benutzte sie die Kurzbezeichnung Tierschutzliste.

## Geschichte
Im Jahr 2017 fanden sich zuvor parteilose Personen zur Parteigründung zusammen. Am 28. Februar 2017 gründeten sie in Düsseldorf die Kleinpartei „Aktion Partei für Tierschutz“ mit der Kurzbezeichnung „Tierschutzliste“. Initiiert wurde die Gründung durch Jörg Balters und Thomas Schwarz, Schwarz als ehemaliger Landesvorsitzender Nordrhein-Westfalens der Partei Mensch Umwelt Tierschutz. Erstmals nahm die Partei an der Landtagswahl in Nordrhein-Westfalen 2017 teil. Sie erhielt 59.747 Stimmen und somit 0,7 Prozent der Zweitstimmen.
Ende 2017 bis Anfang 2018 wurden der Landesverband Sachsen-Anhalt und der Landesverband Nordrhein-Westfalen gegründet.
Am 21. Januar 2018 wurde ein neuer Bundesvorstand gewählt. Bundesvorsitzender wurde Thomas Schwarz aus Neuss und stellvertretende Vorsitzende wurde Christine Bril aus Lutherstadt Eisleben. Der Name der Partei wurde um „– das Original“ ergänzt; die Partei gibt an, dies sei geschehen, um besser darzustellen, dass die Partei vorwiegend für den Tierschutz, das Originalanliegen, steht. Die Kurzbezeichnung wurde von „Tierschutzliste“ auf „Tierschutz hier!“ geändert.
Die Partei trat zur Europawahl 2019 mit der parteilosen Claudia Krüger (Mitglied im Düsseldorfer Stadtrat) als Spitzenkandidatin an. Die Partei erhielt bei der Wahl 0,3 % der Stimmen. Bei der Landtagswahl in Thüringen 2019 erzielte die Partei 1,1 % der Zweitstimmen, wodurch sie den Anspruch auf staatliche Zuschüsse zur Parteienfinanzierung erwarb.
Anfang 2020 wurde mit Blick auf die bevorstehenden Kommunalwahlen in NRW auf den Zusatz „– das Original“ wieder verzichtet. Bei der Kommunalwahl 2020 erlangte die Partei mit 1,4 % einen Sitz im Stadtrat Düsseldorf, mit 1,62 % einen Sitz für Thomas Schwarz in Neuss sowie mit 2,2 % zwei Sitze in Gelsenkirchen. Außerdem erreichte die von der Partei unterstützte „Unabhängige Wählergemeinschaft Tierschutz“ mit 1,86 % zwei Sitze im Rat der Stadt Duisburg, wo man mit der Duisburger Alternativen Liste (DAL) eine Fraktion einging. In Düsseldorf gründete man eine Ratsgruppe Tierschutz/Freie Wähler unter Vorsitz von Torsten Lemmer (Freie Wähler), der für die Kommunalwahl 2020 auch als Wahlkampfmanager für Tierschutz hier arbeitete. In Neuss wurde am 13. September 2022 die Einigung mit Roland Sperling von der Linkspartei für eine Fraktionsbildung als „Linke/Tierschutz“ im Stadtrat bekanntgegeben.
Am 29. März 2024 bestätigte der Bundeswahlausschuss die Teilnahme der Partei an der Europawahl 2024.
Sie bekam 0,44 % der Stimmen.
Bei den Landtagswahlen in Thüringen 2024 und Sachsen erhielt die Partei jeweils 1,0 % der Zweitstimmen und hat damit Anspruch auf Mittel der staatlichen Parteienfinanzierung.

## Programmatik
Die Partei fordert eine Gesetzesänderung, um Tieren einen besonderen Schutzstatus als Rechtssubjekte einzuräumen, sowie die Einrichtung einer staatlichen Tierschutzpolizei und ein Verbot von Tierversuchen. Sie setzt sich für eine gesetzliche Verpflichtung zur Erzeugung von Nahrungsmitteln aus ökologischem Anbau ein. Pelzfarmen und Import von Fellen sollen ebenso verboten werden wie Angeln und Jagen als Freizeitsport und das rituelle Schlachten. Dressur soll untersagt sein, und Zoos und Tierparks sollen strenger reguliert werden.

## Organisation

### Aktueller Bundesvorstand
| Amt                          | Name                  | Beginn der Amtszeit |
| ---------------------------- | --------------------- | ------------------- |
| Bundesvorsitzender           | Thomas Schwarz        | 5. Februar 2021     |
| stellvertretende Vorsitzende | Christine Bril        | 28. Februar 2017    |
| Bundesschatzmeister          | Ben Hammouda Touaibia | 5. Februar 2021     |
| Bundesschriftführer          | Jessica Westerteicher | 5. Februar 2021     |

### Bundesvorsitzende
- Santano Traber (2017)
- Thomas Schwarz (2017–2019, seit 2021)
- Rudi Görg (seit 2019–2021)

### Landesverbände
| Bundesland          | Landesvorsitzende/r   | Ergebnis letzte Landtagswahl |
| ------------------- | --------------------- | ---------------------------- |
| Hamburg             | Maike Drewes          | –                            |
| Nordrhein-Westfalen | Walter Hermanns       | 0,7 % (2017)                 |
| Sachsen-Anhalt      | Christine Bril        | 0,6 % (2021)                 |
| Schleswig-Holstein  | Diana Kehrer bis 2021 | –                            |
| Thüringen           | Andi Biernatkowski    | 1,1 % (2019)                 |

## Verhältnis zur Tierschutzpartei
Der Gründung der Aktion Partei für Tierschutz ging Anfang 2017 ein Streit im nordrhein-westfälischen Landesverband der Tierschutzpartei voraus. Dabei ging es um Formfehler bei der Wiederwahl von Thomas Schwarz zum Landesvorsitzenden, einen Streit um den Antritt zur Landtagswahl 2017 und den Einfluss von Nichtmitglied Torsten Lemmer als Geschäftsführer der Ratsfraktion in Düsseldorf. Laut Tierschutzpartei hat ihr NRW-Landesvorstand um den ehemaligen Landesvorsitzenden Thomas Schwarz den Antritt zur Landtagswahl 2017 verhindert und gleichzeitig die Gründung der Aktion Partei für Tierschutz initiiert. Ihre Beschwerde gegen eine Zulassung der Aktion Partei für Tierschutz – das Original zur Europawahl 2019 wegen möglicher Verwechselungsgefahr wies der Bundeswahlausschuss mit Verweis auf das Parteiengesetz jedoch zurück.
Die „Aktion Partei für Tierschutz“ selbst betrachtet sich nicht als Abspaltung der Partei Mensch Umwelt Tierschutz (Kurzbezeichnung Tierschutzpartei).